# باول ريفن
باول ريفن (بالإنجليزية: Paul Raven)‏ هو لاعب كرة قدم بريطاني في مركز الدفاع، ولد في 28 يوليو 1970 في سالزبوري في المملكة المتحدة. لعب مع غريمسبي تاون ونادي بارو ونادي دونكاستر روفرز ونادي روذرهام يونايتد ونادي كارلايل يونايتد ووست بروميتش ألبيون.

## وصلات خارجية
- باول ريفن على موقع قاعدة بيانات كرة القدم.إي يو (الإنجليزية)
- باول ريفن على موقع Soccerbase.com (لاعب) (الإنجليزية)